# Wrestling Observer Newsletter
Wrestling Observer Newsletter (WON) — информационный бюллетень, освещающий рестлинг и смешанные боевые искусства.
Сайт Wrestling Observer, основанный в 1982 году Дэйвом Мельтцером, в 2008 году объединился с сайтом Figure Four Weekly Брайана Альвареса. Выпуски предлагаются в печатном и цифровом виде. Информационный бюллетень часто считается первым «грязным листком» (англ. dirt sheet), то есть изданием о рестлинге, освещающим его с точки зрения реальной жизни.

## История
Начало информационного Wrestling Observer Newsletter (WON) датировано в 1980 году, когда Мельцер начал ежегодный опрос среди тех, с кем он переписывался в отношении профессионального рестлинга. По словам Мельтцера, сначала он был просто фанатом. Через некоторое время он начал вести список для торговли кассетами и время от времени присылал результаты матчей и новости вместе с кассетами. Мельтцер заявил, что он хотел, чтобы его друзья в колледже были «в курсе» своей торговли кассетами и событий в бизнесе, поскольку основные журналы о рестлинге ориентированы на более молодую демографическую группу.
Это привело к созданию журнала WON, который Мельтцер впервые начал издавать в 1982 году как способ информирования фанатов о реслинге в разных регионах, о которых читатели могли не знать или не иметь доступа к ним. С самого начала WON издавался в различных населенных пунктах Северной Калифорнии, за исключением шестимесячного периода в конце 1983 и начале 1984 года, когда Мельтцер жил в Техасе. Большую часть своего существования газета выходила из Кэмпбелла, Калифорния, пригорода Сан-Хосе. Изначально издание состояло из 16-24 страниц на бумаге размером 8½ на 14 дюймов и выходило примерно раз в две-три недели.
В середине 1980-х годов Мельтцер подумывал о смене профессии. В 1985 году он объявил о прекращении публикаций, сославшись на отсутствие интереса к тогдашнему рестлингу и слишком много времени, которое приходилось тратить на бухгалтерию и рассылки. В тот момент он продолжал предлагать WON на временной основе как 8-страничный еженедельник на бумаге 8½ на 11 дюймов только для того, чтобы заполнить оставшиеся подписки. Реакция читателей убедила его сделать WON своей карьерой. Он начал писать в WON полный рабочий день в 1987 году, сохранив меньший 8-страничный формат. К этому времени Мельтцер начал появляться на крупных мероприятиях по рестлингу, сначала в основном в Японии.
Ранние годы WON также были отмечены раскрытием инсайдерских новостей и различных закулисных событий в индустрии, что было новаторским подходом в то время. Подход Мельтцера был основан на профессиональных контактах, исторической перспективе и его собственном анализе трендов, данных и событий. «Монреальский облом» в 1997 года был всесторонне освещен WON, включая закулисные события, в том числе со слов самого Брета Харта. Мельтцер опубликовал данные, свидетельствующие о завышенных рекордных показателях посещаемости Рестлмании III и 23. Он уделял много места различным скандалам, связанным с рестлингом, включая суд над Винсом Макмэном по делу о стероидах в 1990-х годах, расследование убийств Криса Бенуа и высокий уровень смертности в рядах рестлеров, вызванный наркотиками. Его издание также известно длинными некрологами умерших деятелей рестлинга, а также желанием вести хронику смертей всех возможных деятелей рестлинга, независимо от того, насколько они незначительны.
Мельтцер заявил, что этот новый, более журналистский подход к освещению рестлинга вызвал у него презрение со стороны многих представителей рестлинг-бизнеса. Однако Терри Фанк и Билл Уоттс были первыми сторонниками WON изнутри бизнеса. Когда читатели впервые начали горячо обсуждать, читают ли промоутеры рестлинга это издание или нет, Мельтцер опубликовал письмо редактору от Уоттса, который в то время еще занимался промоутерской деятельностью. Он также поблагодарил промоутера из Хьюстона Пола Боша за то, что тот взял его под свое крыло в 1980-х годах и научил тому, как работает бизнес. По мере того, как бизнес развивался вместе с изданием, Мельтцер получил немного больше признания.
С повсеместным появлением интернета и сайтов о рестлинге, способных предоставлять новости в режиме реального времени, сегодняшний WON отличается в освещении рестлинг-сцены тем, что предоставляет больше редакционной матералов, анализа новостей и того, какое влияние они могут оказать на бизнес. Такие рестлеры, как Коннан, отмечали, что видели копии WON на столе Винса Макмэна. Считается, что многие, если не большинство, крупнейших звезд WWE и других промоушенов являются подписчиками WON, хотя мало кто признается в этом публично.
12 июня 2008 года сайт Wrestling Observer объединился с сайтом Figure Four Weekly Брайана Альвареса, используя макет последнего. После того, как более 25 лет WON был только печатным бюллетенем (за исключением короткого периода, когда он также был доступен по электронной почте в 2000 году), он стал доступен для подписчиков онлайн через сайт.

## Зал славы WON
Как и другие Залы славы рестлинга, такие как Залы славы WWE, WCW, TNA и NWA, Зал славы Wrestling Observer Newsletter не является физическим местом. Тем не менее, это уважаемая регалия в мире рестлинга. Каждый год Мельтцер проводит опрос среди избранных инсайдеров и рестлеров, чтобы определить новых членов в Зал славы WON.

## НаградыWrestling Observer Newsletter

### Награда Лу Теза / Рика Флэра (Рестлер года)
| Год  | Рестлер          | Промоушн(ы)                                     |
| ---- | ---------------- | ----------------------------------------------- |
| 1980 | Харли Рейс       | National Wrestling Alliance                     |
| 1981 | Харли Рейс       | National Wrestling Alliance                     |
| 1982 | Рик Флэр         | National Wrestling Alliance                     |
| 1983 | Рик Флэр         | National Wrestling Alliance                     |
| 1984 | Рик Флэр         | National Wrestling Alliance                     |
| 1985 | Рик Флэр         | Jim Crockett Promotions                         |
| 1986 | Рик Флэр         | Jim Crockett Promotions                         |
| 1987 | Рики Чосю        | New Japan Pro-WrestlingAll Japan Pro Wrestling  |
| 1988 | Акира Маэда      | Universal Wrestling Federation                  |
| 1989 | Рик Флэр         | World Championship Wrestling                    |
| 1990 | Рик Флэр         | World Championship Wrestling                    |
| 1991 | Джамбо Цурута    | All Japan Pro Wrestling                         |
| 1992 | Рик Флэр         | World Wrestling Federation                      |
| 1993 | Биг Ван Вейдер   | World Championship Wrestling                    |
| 1994 | Тосиаки Кавада   | All Japan Pro Wrestling                         |
| 1995 | Мицухару Мисава  | All Japan Pro Wrestling                         |
| 1996 | Кэнта Кобаси     | All Japan Pro Wrestling                         |
| 1997 | Мицухару Мисава  | All Japan Pro Wrestling                         |
| 1998 | Стив Остин       | World Wrestling Federation                      |
| 1999 | Мицухару Мисава  | All Japan Pro Wrestling                         |
| 2000 | Трипл Эйч        | World Wrestling Federation                      |
| 2001 | Кэйдзи Муто      | New Japan Pro-Wrestling All Japan Pro Wrestling |
| 2002 | Курт Энгл        | World Wrestling Entertainment                   |
| 2003 | Кэнта Кобаси     | Pro Wrestling Noah                              |
| 2004 | Кэнта Кобаси     | Pro Wrestling Noah                              |
| 2005 | Кэнта Кобаси     | Pro Wrestling Noah                              |
| 2006 | Мистико          | Consejo Mundial de Lucha Libre                  |
| 2007 | Джон Сина        | World Wrestling Entertainment                   |
| 2008 | Крис Джерико     | World Wrestling Entertainment                   |
| 2009 | Крис Джерико     | World Wrestling Entertainment                   |
| 2010 | Джон Сина        | World Wrestling Entertainment                   |
| 2011 | Хироси Танахаси  | New Japan Pro-Wrestling                         |
| 2012 | Хироси Танахаси  | New Japan Pro-Wrestling                         |
| 2013 | Хироси Танахаси  | New Japan Pro-Wrestling                         |
| 2014 | Синсукэ Накамура | New Japan Pro-Wrestling                         |
| 2015 | Эй Джей Стайлз   | New Japan Pro-Wrestling Ring of Honor           |
| 2016 | Эй Джей Стайлз   | WWE                                             |
| 2017 | Кадзутика Окада  | New Japan Pro-Wrestling                         |
| 2018 | Кенни Омега      | New Japan Pro-Wrestling                         |
| 2019 | Крис Джерико     | All Elite WrestlingNew Japan Pro-Wrestling      |
| 2020 | Джон Моксли      | All Elite WrestlingNew Japan Pro-Wrestling      |
| 2021 | Кенни Омега      | All Elite WrestlingImpact Wrestling             |

### Самый ценный представитель смешанных единоборств
| Год  | Боец               | Промоушн(ы)                    |
| ---- | ------------------ | ------------------------------ |
| 2007 | Рэнди Кутюр        | Ultimate Fighting Championship |
| 2008 | Брок Леснар        | Ultimate Fighting Championship |
| 2009 | Брок Леснар        | Ultimate Fighting Championship |
| 2010 | Брок Леснар        | Ultimate Fighting Championship |
| 2011 | Жорж Сен-Пьер      | Ultimate Fighting Championship |
| 2012 | Андерсон Сильва    | Ultimate Fighting Championship |
| 2013 | Жорж Сен-Пьер      | Ultimate Fighting Championship |
| 2014 | Ронда Раузи        | Ultimate Fighting Championship |
| 2015 | Ронда Раузи        | Ultimate Fighting Championship |
| 2016 | Конор Макгрегор    | Ultimate Fighting Championship |
| 2017 | Жорж Сен-Пьер      | Ultimate Fighting Championship |
| 2018 | Конор Макгрегор    | Ultimate Fighting Championship |
| 2019 | Хорхе Масвидаль    | Ultimate Fighting Championship |
| 2020 | Хабиб Нурмагомедов | Ultimate Fighting Championship |
| 2021 | Камару Усман       | Ultimate Fighting Championship |

### Самый выдающийся рестлер года
| Год  | Рестлер                          | Промоушн                                                     |
| ---- | -------------------------------- | ------------------------------------------------------------ |
| 1986 | Рик Флэр                         | Jim Crockett Promotions                                      |
| 1987 | Рик Флэр                         | Jim Crockett Promotions                                      |
| 1988 | Тацуми Фудзинами                 | New Japan Pro-Wrestling                                      |
| 1989 | Рик Флэр                         | World Championship Wrestling                                 |
| 1990 | Джюсин «Гром» Лайгер             | New Japan Pro-Wrestling                                      |
| 1991 | Джюсин «Гром» Лайгер             | New Japan Pro-Wrestling World Championship Wrestling         |
| 1992 | Джюсин «Гром» Лайгер             | New Japan Pro-Wrestling World Championship Wrestling         |
| 1993 | Кэнта Кобаси                     | All Japan Pro Wrestling                                      |
| 1994 | Кэнта Кобаси                     | All Japan Pro Wrestling                                      |
| 1995 | Манами Тойота                    | All Japan Women's Pro-Wrestling                              |
| 1996 | Рей Мистерио-младший             | Extreme Championship Wrestling World Championship Wrestling  |
| 1997 | Мицухару Мисава                  | All Japan Pro Wrestling                                      |
| 1998 | Кодзи Канемото                   | New Japan Pro-Wrestling                                      |
| 1999 | Мицухару Мисава                  | All Japan Pro Wrestling                                      |
| 2000 | Крис Бенуа                       | World Championship Wrestling World Wrestling Federation      |
| 2001 | Курт Энгл                        | World Wrestling Federation/Entertainment                     |
| 2002 | Курт Энгл                        | World Wrestling Federation/Entertainment                     |
| 2003 | Курт Энгл                        | World Wrestling Federation/Entertainment                     |
| 2004 | Крис Бенуа                       | World Wrestling Federation/Entertainment                     |
| 2005 | Самое Джо                        | Ring of Honor Total Nonstop Action Wrestling                 |
| 2006 | Брайан Дэниелсон / Дэниел Брайан | Ring of Honor                                                |
| 2007 | Брайан Дэниелсон / Дэниел Брайан | Ring of Honor                                                |
| 2008 | Брайан Дэниелсон / Дэниел Брайан | Ring of Honor                                                |
| 2009 | Брайан Дэниелсон / Дэниел Брайан | Dragon Gate USA Ring of Honor                                |
| 2010 | Брайан Дэниелсон / Дэниел Брайан | Chikara Dragon Gate USA Evolve World Wrestling Entertainment |
| 2011 | Дэйви Ричардс                    | Pro Wrestling Guerrilla Ring of Honor                        |
| 2012 | Хироси Танахаси                  | New Japan Pro-Wrestling                                      |
| 2013 | Хироси Танахаси                  | New Japan Pro-Wrestling                                      |
| 2014 | Эй Джей Стайлз                   | New Japan Pro-Wrestling Ring of Honor                        |
| 2015 | Эй Джей Стайлз                   | New Japan Pro-Wrestling Ring of Honor                        |
| 2016 | Эй Джей Стайлз                   | WWE                                                          |
| 2017 | Кадзутика Окада                  | New Japan Pro-Wrestling                                      |
| 2018 | Кенни Омега                      | New Japan Pro-Wrestling                                      |
| 2019 | Уилл Оспрей                      | New Japan Pro-Wrestling                                      |
| 2020 | Кенни Омега                      | All Elite Wrestling Lucha Libre AAA Worldwide                |
| 2021 | Синго Такаги                     | New Japan Pro-Wrestling                                      |

### Самый выдающийся боец года
| Год  | Боец                    | Промоушн                       |
| ---- | ----------------------- | ------------------------------ |
| 1997 | Морис Смит              | Ultimate Fighting Championship |
| 1998 | Фрэнк Шемрок            | Ultimate Fighting Championship |
| 1999 | Фрэнк Шемрок            | Ultimate Fighting Championship |
| 2000 | Кадзуси Сакураба        | Pride Fighting Championships   |
| 2001 | Вандерлей Сильва        | Pride Fighting Championships   |
| 2002 | Антонио Родриго Ногейра | Pride Fighting Championships   |
| 2003 | Рэнди Кутюр             | Ultimate Fighting Championship |
| 2004 | Вандерлей Сильва        | Pride Fighting Championships   |
| 2005 | Федор Емельяненко       | Pride Fighting Championships   |
| 2006 | Мирко Филипович         | Pride Fighting Championships   |
| 2007 | Куинтон Джексон         | Ultimate Fighting Championship |
| 2008 | Жорж Сен-Пьер           | Ultimate Fighting Championship |
| 2009 | Жорж Сен-Пьер           | Ultimate Fighting Championship |
| 2010 | Жорж Сен-Пьер           | Ultimate Fighting Championship |
| 2011 | Джон Джонс              | Ultimate Fighting Championship |
| 2012 | Андерсон Сильва         | Ultimate Fighting Championship |
| 2013 | Кейн Веласкес           | Ultimate Fighting Championship |
| 2014 | Ронда Раузи             | Ultimate Fighting Championship |
| 2015 | Конор Макгрегор         | Ultimate Fighting Championship |
| 2016 | Конор Макгрегор         | Ultimate Fighting Championship |
| 2017 | Деметриус Джонсон       | Ultimate Fighting Championship |
| 2018 | Даниэль Кормье          | Ultimate Fighting Championship |
| 2019 | Исраэль Адесанья        | Ultimate Fighting Championship |
| 2020 | Исраэль Адесанья        | Ultimate Fighting Championship |
| 2021 | Камару Усман            | Ultimate Fighting Championship |

### Команда года
| Год  | Команда                                                      | Промоушн                                                              |
| ---- | ------------------------------------------------------------ | --------------------------------------------------------------------- |
| 1980 | «Потрясающие вольные птицы» (Терри Горди и Бадди Робертс)    | Mid-South Wrestling Georgia Championship Wrestling                    |
| 1981 | Джимми Снука и Терри Горди                                   | All Japan Pro WrestlingNational Wrestling Alliance                    |
| 1982 | Стэн Хэнсен и Оле Андерсон                                   | National Wrestling Alliance                                           |
| 1983 | Рики Стимбот и Джей Янгблад                                  | Jim Crockett Promotions                                               |
| 1984 | «Дорожные воины» (Ястреб и Зверь)                            | American Wrestling AssociationNational Wrestling Alliance             |
| 1985 | «Британские бульдоги» (Динамит Кид и Дэйви Бой Смит)         | World Wrestling Federation All Japan Pro Wrestling Stampede Wrestling |
| 1986 | «Полуночный экспресс» (Деннис Кондри и Бобби Итон)           | Universal Wrestling Federation                                        |
| 1987 | «Полуночный экспресс» (Бобби Итон и Стэн Лейн)               | Universal Wrestling Federation Jim Crockett Promotions                |
| 1988 | «Полуночный экспресс» (Бобби Итон и Стэн Лейн)               | Jim Crockett Promotions                                               |
| 1989 | «Рокеры» (Шон Майклз и Марти Джаннетти)                      | World Wrestling Federation                                            |
| 1990 | «Братья Штайнеры» (Рик Штайнер и Скотт Штайнер)              | World Championship Wrestling                                          |
| 1991 | Мицухару Мисава и Тосиаки Кавада                             | All Japan Pro Wrestling                                               |
| 1992 | «Чудесное соединение насилия» (Терри Горди и Стив Уильямс)   | All Japan Pro Wrestling World Championship Wrestling                  |
| 1993 | «Голливудские блондины» (Стив Остин и Брайан Пиллман)        | World Championship Wrestling                                          |
| 1994 | «Лос Грингос Локос» (Эдди Герреро и Арт Барр)                | Asistencia Asesoría y Administración                                  |
| 1995 | Мицухару Мисава и Кэнта Кобаси                               | All Japan Pro Wrestling                                               |
| 1996 | Мицухару Мисава и Дзюн Акияма                                | All Japan Pro Wrestling                                               |
| 1997 | Мицухару Мисава и Дзюн Акияма                                | All Japan Pro Wrestling                                               |
| 1998 | Синдзиро Отани и Тацухито Такаива                            | New Japan Pro-Wrestling                                               |
| 1999 | Кэнта Кобаси и Дзюн Акияма                                   | All Japan Pro Wrestling                                               |
| 2000 | Эдж и Кристиан                                               | World Wrestling Federation                                            |
| 2001 | «Тэнкози» (Сатоси Кодзима и Хироёси Тэндзан)                 | New Japan Pro-Wrestling                                               |
| 2002 | «Лос Геррерос» (Эдди Герреро и Чаво Герреро)                 | World Wrestling Federation/Entertainment                              |
| 2003 | Кэнта и Наомити Маруфудзи                                    | Pro Wrestling Noah                                                    |
| 2004 | Кэнта и Наомити Маруфудзи                                    | Pro Wrestling Noah                                                    |
| 2005 | «Самые разыскиваемые в Америке» (Крис Харрис и Джеймс Шторм) | Total Nonstop Action Wrestling                                        |
| 2006 | «Латиноамериканский обмен» (Хомисайд и Эрнандес)             | Total Nonstop Action Wrestling                                        |
| 2007 | «Братья Бриско» (Джей Бриско и Марк Бриско)                  | Ring of Honor                                                         |
| 2008 | Джон Моррисон и Миз                                          | World Wrestling Entertainment                                         |
| 2009 | «Американские волки» (Дэйви Ричардс и Эдди Эдвардс)          | Ring of Honor                                                         |
| 2010 | «Короли рестлинга» (Крис Хиро и Клаудио Кастаньоли)          | Ring of Honor                                                         |
| 2011 | «Плохие намерения» (Гигант Бернард и Карл Андерсон)          | New Japan Pro-Wrestling                                               |
| 2012 | «Плохое влияние» (Кристофер Дэниелс и Казариан)              | Total Nonstop Action Wrestling                                        |
| 2013 | «Щит» (Сет Роллинс и Роман Рейнс)                            | WWE                                                                   |
| 2014 | «Янг Бакс» (Мэтт Джексон и Ник Джексон)                      | New Japan Pro-Wrestling Pro Wrestling Guerrilla Ring of Honor         |
| 2015 | «Янг Бакс» (Мэтт Джексон и Ник Джексон)                      | New Japan Pro-Wrestling Pro Wrestling Guerrilla Ring of Honor         |
| 2016 | «Янг Бакс» (Мэтт Джексон и Ник Джексон)                      | New Japan Pro-Wrestling Pro Wrestling Guerrilla Ring of Honor         |
| 2017 | «Янг Бакс» (Мэтт Джексон и Ник Джексон)                      | New Japan Pro-Wrestling Pro Wrestling Guerrilla Ring of Honor         |
| 2018 | «Янг Бакс» (Мэтт Джексон и Ник Джексон)                      | New Japan Pro-Wrestling Pro Wrestling Guerrilla Ring of Honor         |
| 2019 | «Луча-братья» (Пентагон-младший и Рей Феникс)                | All Elite Wrestling Impact Wrestling Lucha Libre AAA Worldwide        |
| 2020 | «Янг Баксс» (Мэтт Джексон и Ник Джексон)                     | All Elite Wrestling                                                   |
| 2021 | «Янг Баксс» (Мэтт Джексон и Ник Джексон)                     | All Elite Wrestling                                                   |